# Conferenza artistica slovacca

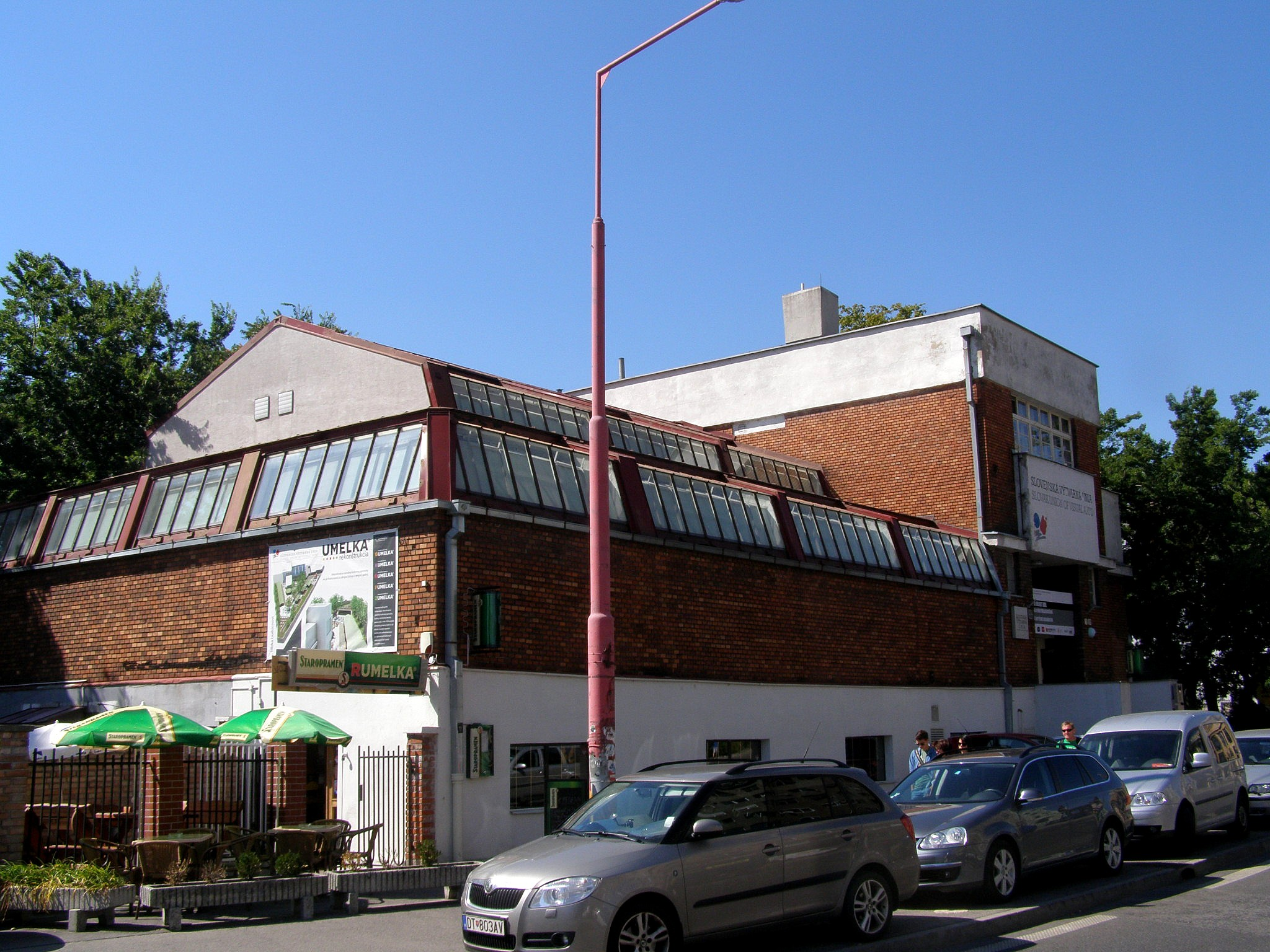
La sede della Conferenza artistica slovacca a Bratislava.

La Conferenza artistica slovacca (in slovacco: Umelecká beseda slovenská) è un'istituzione artistica con sede a Bratislava. Fu attiva tra gli anni 1921 e 1939 e poi dal 1946 al 1949. È stata riaperta nel 1990.

## Storia
Nacque per iniziativa degli artisti slovacchi. Riunì personalità della letteratura, delle arti figurative e della musica con il proposito di sviluppare la cultura nazionale e i rapporti culturali nell'allora Cecoslovacchia. Ne fu presidente l'architetto Dušan Jurkovič.
Per le attività del sodalizio fu costruita fra il 1925 e il 1926 una sede di rappresentanza.
Nel 1938 in occasione della 18ª assemblea plenaria per la pressione delle autorità della Prima Repubblica Slovacca la Conferenza fu sciolta e le sue proprietà passarono all'Associazione degli artisti slovacchi (Spolok slovenských výtvarníkov), appena istituita dal governo.
L'attività della Conferenza artistica slovacca riprese nel 1946 sotto la gestione del Consiglio artistico e scientifico (Umelecká a vedecká rada), e le furono rese le sue proprietà. Divenne presidente del sodalizio il teorico della letteratura Mikuláš Bakoš. Negli anni 1947 e 1948 l'associazione pubblicò il bimestrale Umenie ("Arte"), redatto del teorico teatrale Rudolf Mrlian e del linguista Matej Považaj. In seguito al colpo di stato comunista di febbraio, l'associazione fu subordinata al Comitato di azione centrale dei lavoratori culturali slovacchi. Fu gradualmente rimpiazzata dal Consiglio artistico e scientifico e da altre associazioni artistiche.
La Conferenza artistica slovacca è stata ristabilita il 25 aprile 1990.